# رنتیان، فوجیان
رنتیان، فوجیان (به لاتین: Rentian) یک شهرک در جمهوری خلق چین است که در شهرستان شانگهانگ واقع شده‌است.